# Jardin du musée Carnavalet
Le jardin du musée Carnavalet est un espace vert des 3e et 4e arrondissements de Paris, en France.

## Situation et accès
Le jardin est accessible par la rue des Francs-Bourgeois et le 23, rue Madame-de-Sévigné.
Il est desservi par la ligne 1 à la station Saint-Paul.

## Historique
Le jardin du musée Carnavalet est créé en 1926.